# Canadian International 2011
Die Canadian International 2011 im Badminton fanden vom 13. bis zum 17. Dezember 2011 in Moncton statt.

## Sieger und Platzierte
| Disziplin    | Gold                        | Silber                        | Bronze                                |
| ------------ | --------------------------- | ----------------------------- | ------------------------------------- |
| Herreneinzel | Carl Baxter                 | Michael Lahnsteiner           | Yuhan Tan                             |
| Herreneinzel | Carl Baxter                 | Michael Lahnsteiner           | Alex Tjong                            |
| Dameneinzel  | Michelle Li                 | Lianne Tan                    | Victoria Montero                      |
| Dameneinzel  | Michelle Li                 | Lianne Tan                    | Rena Wang                             |
| Herrendoppel | Adrian Liu Derrick Ng       | Hugo Arthuso Daniel Paiola    | Luíz dos Santos Alex Tjong            |
| Herrendoppel | Adrian Liu Derrick Ng       | Hugo Arthuso Daniel Paiola    | Nyl Yakura Andika Yong                |
| Damendoppel  | Alexandra Bruce Michelle Li | Nicole Grether Charmaine Reid | Eva Lee Paula Obanana                 |
| Damendoppel  | Alexandra Bruce Michelle Li | Nicole Grether Charmaine Reid | Iris Wang Rena Wang                   |
| Mixed        | Toby Ng Grace Gao           | Derrick Ng Alexandra Bruce    | Frédéric Inthavanh Stéphanie Pakenham |
| Mixed        | Toby Ng Grace Gao           | Derrick Ng Alexandra Bruce    | Adrian Liu Joycelyn Ko                |